# Mimetus hirsutus
Mimetus hirsutus là một loài nhện trong họ Mimetidae.
Loài này thuộc chi Mimetus. Mimetus hirsutus được Octavius Pickard-Cambridge miêu tả năm 1899.